# Ronde van Frankrijk 2022/Startlijst
Deze pagina bevat de startlijst van de 109e Ronde van Frankrijk die op vrijdag 1 juli 2022 van start ging in Kopenhagen. In totaal deden er 22 ploegen mee aan de rittenkoers die op zondag 24 juli eindigde in Parijs. Iedere ploeg startte met acht renners, wat het totaal aantal deelnemers op 176 bracht.

## Overzicht

### UAE Team Emirates
| rugnummer | renner               | prestaties deze ronde | opmerkingen                                         | eindklassering |
| --------- | -------------------- | --- | --------------------------------------------------- | -------------- |
| 1         | Tadej Pogačar        | Winnaar: 6e, 7e en 17e etappe 6e, 7e, 8e, 9e en 10e etappe 1e, 2e, 3e, 4e, 5e, 6e, 7e, 8e, 9e, 10e, 11e, 12e, 13e, 14e, 15e, 16e, 17e, 18e, 19e, 20e en 21e etappe | Winnaar Jongerenklassement Ronde van Frankrijk 2022 | 2e             |
| 2         | George Bennett       | | Niet gestart in de 10e etappe                       | DNF            |
| 3         | Mikkel Bjerg         | |                                                     | 124e           |
| 4         | Vegard Stake Laengen | | Niet gestart voor de 8e etappe                      | DNF            |
| 5         | Rafał Majka          | | Niet gestart in de 17e etappe                       | DNF            |
| 6         | Brandon McNulty      | 17e etappe |                                                     | 20e            |
| 7         | Marc Soler           | | Buiten tijd gefinisht in de 16e etappe              | DNF            |
| 8         | Marc Hirschi         | |                                                     | 127e           |

### Team Jumbo-Visma
| rugnummer | renner               | prestaties deze ronde | opmerkingen                                                                   | eindklassering |
| --------- | -------------------- | --- | ----------------------------------------------------------------------------- | -------------- |
| 11        | Primož Roglič        | | Niet gestart voor de 15e etappe                                               | DNF            |
| 12        | Tiesj Benoot         | |                                                                               | 36e            |
| 13        | Steven Kruijswijk    | | Opgave tijdens de 15e etappe                                                  | DNF            |
| 14        | Sepp Kuss            | |                                                                               | 18e            |
| 15        | Christophe Laporte   | Winnaar: 19e etappe |                                                                               | 75e            |
| 16        | Wout van Aert        | Winnaar: 4e, 8e en 20e etappe 2e, 3e, 4e en 5e etappe 2e, 3e, 4e, 5e, 6e, 7e, 8e, 9e, 10e, 11e, 12e, 13e, 14e, 15e, 16e, 17e, 18e, 19e, 20e en 21e etappe 6e en 18e etappe | Winnaar Puntenklassement en Prijs voor de Strijdlust Ronde van Frankrijk 2022 | 22e            |
| 17        | Nathan Van Hooydonck | | Niet gestart in de 20e etappe                                                 | DNF            |
| 18        | Jonas Vingegaard     | Winnaar: 11e en 18e etappe 11e, 12e, 13e, 14e, 15e, 16e, 17e, 18e, 19e en 20e etappe 18e, 19e, 20e en 21e etappe                                                           | Winnaar Ronde van Frankrijk 2022                                              | 1e             |
| Ploeg     |                      | 1e, 2e, 3e en 4e etappe |                                                                               |                |

### INEOS Grenadiers
| rugnummer | renner               | prestaties deze ronde                                                                     | opmerkingen                                        | eindklassering |
| --------- | -------------------- | ----------------------------------------------------------------------------------------- | -------------------------------------------------- | -------------- |
| 21        | Geraint Thomas       |                                                                                           |                                                    | 3e             |
| 22        | Daniel Martínez      |                                                                                           |                                                    | 30e            |
| 23        | Jonathan Castroviejo |                                                                                           |                                                    | 49e            |
| 24        | Filippo Ganna        |                                                                                           |                                                    | 95e            |
| 25        | Tom Pidcock          | Winnaar: 12e etappe                                                                       |                                                    | 17e            |
| 26        | Luke Rowe            |                                                                                           |                                                    | 106e           |
| 27        | Dylan van Baarle     |                                                                                           |                                                    | 32e            |
| 28        | Adam Yates           |                                                                                           |                                                    | 10e            |
| Ploeg     |                      | 5e, 6e, 7e, 8e, 9e, 10e, 11e, 12e en 13e, 14e, 15e, 16e, 17e, 18e, 19e, 20e en 21e etappe | Winnaar Ploegenklassement Ronde van Frankrijk 2022 |                |

### AG2R-Citroën
| rugnummer | renner                 | prestaties deze ronde | opmerkingen                     | eindklassering |
| --------- | ---------------------- | --------------------- | ------------------------------- | -------------- |
| 31        | Ben O'Connor           |                       | Niet gestart in de 10e etappe   | DNF            |
| 32        | Geoffrey Bouchard      |                       | Niet gestart voor de 8e etappe  | DNF            |
| 33        | Mikaël Cherel          |                       | Niet gestart voor de 16e etappe | DNF            |
| 34        | Benoît Cosnefroy       |                       |                                 | 91e            |
| 35        | Stan Dewulf            |                       |                                 | 65e            |
| 36        | Bob Jungels            | Winnaar: 9e etappe    |                                 | 12e            |
| 37        | Oliver Naesen          |                       | Opgave tijdens de 11e etappe    | DNF            |
| 38        | Aurélien Paret-Peintre |                       | Niet gestart voor de 16e etappe | DNF            |

### BORA-hansgrohe
| rugnummer | renner                | prestaties deze ronde | opmerkingen                     | eindklassering |
| --------- | --------------------- | --------------------- | ------------------------------- | -------------- |
| 41        | Aleksandr Vlasov      |                       |                                 | 5e             |
| 42        | Felix Großschartner   |                       |                                 | 53e            |
| 43        | Marco Haller          |                       |                                 | 87e            |
| 44        | Lennard Kämna         |                       | Niet gestart voor de 16e etappe | DNF            |
| 45        | Patrick Konrad        |                       |                                 | 16e            |
| 46        | Nils Politt           | 15e etappe            |                                 | 56e            |
| 47        | Maximilian Schachmann |                       |                                 | 46e            |
| 48        | Danny van Poppel      |                       |                                 | 109e           |

### Quick Step-Alpha Vinyl
| rugnummer | renner                | prestaties deze ronde | opmerkingen                            | eindklassering |
| --------- | --------------------- | --------------------- | -------------------------------------- | -------------- |
| 51        | Fabio Jakobsen        | Winnaar: 2e etappe    |                                        | 130e           |
| 52        | Kasper Asgreen        |                       | Niet gestart voor de 9e etappe         | DNF            |
| 53        | Andrea Bagioli        |                       |                                        | 98e            |
| 54        | Mattia Cattaneo       | 8e etappe             |                                        | 96e            |
| 55        | Mikkel Frølich Honoré |                       |                                        | 112e           |
| 56        | Yves Lampaert         | Winnaar: 1e etappe    |                                        | 120e           |
| 57        | Michael Mørkøv        |                       | Buiten tijd gefinisht in de 15e etappe | DNF            |
| 58        | Florian Sénéchal      |                       |                                        | 107e           |

### Movistar Team
| rugnummer | renner            | prestaties deze ronde | opmerkingen                     | eindklassering |
| --------- | ----------------- | --------------------- | ------------------------------- | -------------- |
| 61        | Enric Mas         |                       | Niet gestart in de 19e etappe   | DNF            |
| 62        | Imanol Erviti     |                       | Niet gestart in de 18e etappe   | DNF            |
| 63        | Gorka Izagirre    |                       | Niet gestart voor de 21e etappe | DNF            |
| 64        | Matteo Jorgenson  |                       |                                 | 21e            |
| 65        | Gregor Mühlberger |                       |                                 | 29e            |
| 66        | Nélson Oliveira   |                       |                                 | 52e            |
| 67        | Albert Torres     |                       |                                 | 134e           |
| 68        | Carlos Verona     |                       |                                 | 27e            |

### Cofidis
| rugnummer | renner              | prestaties deze ronde                                         | opmerkingen                     | eindklassering |
| --------- | ------------------- | ------------------------------------------------------------- | ------------------------------- | -------------- |
| 71        | Guillaume Martin    |                                                               | Niet gestart voor de 9e etappe  | DNF            |
| 72        | Pierre-Luc Périchon |                                                               |                                 | 63e            |
| 73        | Simon Geschke       | 9e, 10e, 11e, 12e, 13e, 14e, 15e, 16e en 17e etappe 7e etappe |                                 | 45e            |
| 74        | Jon Izagirre        |                                                               |                                 | 40e            |
| 75        | Victor Lafay        |                                                               | Opgave tijdens de 13e etappe    | DNF            |
| 76        | Anthony Perez       | 4e etappe                                                     |                                 | 84e            |
| 77        | Benjamin Thomas     |                                                               |                                 | 54e            |
| 78        | Max Walscheid       |                                                               | Niet gestart voor de 16e etappe | DNF            |

### Bahrain-Victorious
| rugnummer | renner            | prestaties deze ronde | opmerkingen                   | eindklassering |
| --------- | ----------------- | --------------------- | ----------------------------- | -------------- |
| 81        | Jack Haig         |                       | Opgave tijdens de 5e etappe   | DNF            |
| 82        | Damiano Caruso    |                       | Niet gestart in de 18e etappe | DNF            |
| 83        | Kamil Gradek      |                       |                               | 118e           |
| 84        | Matej Mohorič     |                       |                               | 86e            |
| 85        | Luis León Sánchez |                       |                               | 14e            |
| 86        | Dylan Teuns       |                       |                               | 19e            |
| 87        | Jan Tratnik       |                       |                               | 72e            |
| 88        | Fred Wright       |                       |                               | 55e            |

### Groupama-FDJ
| rugnummer | renner           | prestaties deze ronde | opmerkingen | eindklassering |
| --------- | ---------------- | --------------------- | ----------- | -------------- |
| 91        | David Gaudu      |                       |             | 4e             |
| 92        | Antoine Duchesne |                       |             | 62e            |
| 93        | Kévin Geniets    |                       |             | 48e            |
| 94        | Stefan Küng      |                       |             | 33e            |
| 95        | Olivier Le Gac   |                       |             | 88e            |
| 96        | Valentin Madouas |                       |             | 11e            |
| 97        | Thibaut Pinot    | 9e etappe             |             | 15e            |
| 98        | Michael Storer   |                       |             | 35e            |

### Alpecin-Deceuninck
| rugnummer | renner                   | prestaties deze ronde      | opmerkingen                  | eindklassering |
| --------- | ------------------------ | -------------------------- | ---------------------------- | -------------- |
| 101       | Mathieu van der Poel     |                            | Opgave tijdens de 11e etappe | DNF            |
| 102       | Silvan Dillier           |                            |                              | 60e            |
| 103       | Michael Gogl             |                            | Opgave tijdens de 5e etappe  | DNF            |
| 104       | Alexander Krieger        |                            |                              | 104e           |
| 105       | Jasper Philipsen         | Winnaar: 15e en 21e etappe |                              | 92e            |
| 106       | Edward Planckaert        |                            |                              | 110e           |
| 107       | Kristian Sbaragli        |                            |                              | 71e            |
| 108       | Guillaume Van Keirsbulck |                            |                              | 123e           |

### Team DSM
| rugnummer | renner             | prestaties deze ronde | opmerkingen                    | eindklassering |
| --------- | ------------------ | --------------------- | ------------------------------ | -------------- |
| 111       | Romain Bardet      |                       |                                | 7e             |
| 112       | Alberto Dainese    |                       |                                | 100e           |
| 113       | John Degenkolb     |                       |                                | 105e           |
| 114       | Nils Eekhoff       |                       |                                | 119e           |
| 115       | Chris Hamilton     |                       |                                | 38e            |
| 116       | Andreas Leknessund |                       |                                | 28e            |
| 117       | Martijn Tusveld    |                       |                                | 64e            |
| 118       | Kevin Vermaerke    |                       | Afgestapt tijdens de 8e etappe | DNF            |

### Intermarché-Wanty-Gobert Matériaux
| rugnummer | renner             | prestaties deze ronde | opmerkingen | eindklassering |
| --------- | ------------------ | --------------------- | ----------- | -------------- |
| 121       | Alexander Kristoff |                       | 102e        |                |
| 122       | Sven Erik Bystrøm  | 2e etappe             |             | 93e            |
| 123       | Kobe Goossens      |                       |             | 47e            |
| 124       | Louis Meintjes     |                       |             | 8e             |
| 125       | Andrea Pasqualon   |                       |             | 51e            |
| 126       | Adrien Petit       |                       |             | 111e           |
| 127       | Taco van der Hoorn |                       |             | 125e           |
| 128       | Georg Zimmermann   |                       |             | 44e            |

### Astana Qazaqstan
| rugnummer | renner                 | prestaties deze ronde | opmerkingen                     | eindklassering |
| --------- | ---------------------- | --------------------- | ------------------------------- | -------------- |
| 131       | Aleksej Loetsenko      |                       |                                 | 9e             |
| 132       | Aljaksandr Raboesjenka |                       |                                 | 97e            |
| 133       | Joe Dombrowski         |                       |                                 | 43e            |
| 134       | Fabio Felline          |                       | Afgestapt tijdens de 17e etappe | DNF            |
| 135       | Dmitri Groezdev        |                       |                                 | 114e           |
| 136       | Gianni Moscon          |                       | Afgestapt tijdens de 8e etappe  | DNF            |
| 137       | Simone Velasco         |                       |                                 | 31e            |
| 138       | Andrej Zejts           |                       |                                 | 39e            |

### EF Education-EasyPost
| rugnummer | renner           | prestaties deze ronde                                                   | opmerkingen                     | eindklassering |
| --------- | ---------------- | ----------------------------------------------------------------------- | ------------------------------- | -------------- |
| 141       | Rigoberto Urán   |                                                                         |                                 | 26e            |
| 142       | Ruben Guerreiro  |                                                                         | Niet gestart voor de 9e etappe  | DNF            |
| 143       | Alberto Bettiol  |                                                                         |                                 | 41e            |
| 144       | Stefan Bissegger |                                                                         |                                 | 83e            |
| 145       | Owain Doull      |                                                                         |                                 | 90e            |
| 146       | Magnus Cort      | Winnaar: 10e etappe 2e, 3e, 4e, 5e, 6e, 7e en 8e etappe 3e en 5e etappe | Niet gestart voor de 15e etappe | DNF            |
| 147       | Neilson Powless  |                                                                         |                                 | 13e            |
| 148       | Jonas Rutsch     |                                                                         |                                 | 94e            |

### Arkéa-Samsic
| rugnummer | renner          | prestaties deze ronde | opmerkingen                   | eindklassering |
| --------- | --------------- | --------------------- | ----------------------------- | -------------- |
| 151       | Nairo Quintana  |                       |                               | 6e             |
| 152       | Warren Barguil  | 11e etappe            | Niet gestart in de 13e etappe | DNF            |
| 153       | Maxime Bouet    |                       |                               | 50e            |
| 154       | Amaury Capiot   |                       |                               | 85e            |
| 155       | Hugo Hofstetter |                       |                               | 82e            |
| 156       | Matis Louvel    |                       |                               | 74e            |
| 157       | Łukasz Owsian   |                       |                               | 42e            |
| 158       | Connor Swift    |                       |                               | 70e            |

### Lotto Soudal
| rugnummer | renner                      | prestaties deze ronde | opmerkingen                            | eindklassering |
| --------- | --------------------------- | --------------------- | -------------------------------------- | -------------- |
| 161       | Caleb Ewan                  |                       | Rode lantaarn Ronde van Frankrijk 2022 | 135e           |
| 162       | Frederik Frison             |                       |                                        | 131e           |
| 163       | Philippe Gilbert            |                       |                                        | 76e            |
| 164       | Reinardt Janse van Rensburg |                       |                                        | 132e           |
| 165       | Andreas Kron                |                       |                                        | 73e            |
| 166       | Brent Van Moer              |                       |                                        | 121e           |
| 167       | Florian Vermeersch          |                       |                                        | 108e           |
| 168       | Tim Wellens                 |                       | Niet gestart in de 17e etappe          | DNF            |

### Trek-Segafredo
| rugnummer | renner         | prestaties deze ronde | opmerkingen                 | eindklassering |
| --------- | -------------- | --------------------- | --------------------------- | -------------- |
| 171       | Mads Pedersen  | Winnaar: 13e etappe   |                             | 99e            |
| 172       | Giulio Ciccone |                       |                             | 59e            |
| 173       | Tony Gallopin  |                       |                             | 37e            |
| 174       | Alex Kirsch    |                       | Opgave tijdens de 6e etappe | DNF            |
| 175       | Bauke Mollema  |                       |                             | 25e            |
| 176       | Quinn Simmons  | 19e etappe            |                             | 67e            |
| 177       | Toms Skujiņš   |                       |                             | 61e            |
| 178       | Jasper Stuyven |                       |                             | 81e            |

### Team TotalEnergies
| rugnummer | renner               | prestaties deze ronde | opmerkingen                   | eindklassering |
| --------- | -------------------- | --------------------- | ----------------------------- | -------------- |
| 181       | Peter Sagan          |                       |                               | 116e           |
| 182       | Edvald Boasson Hagen |                       |                               | 58e            |
| 183       | Maciej Bodnar        |                       |                               | 115e           |
| 184       | Mathieu Burgaudeau   |                       |                               | 68e            |
| 185       | Pierre Latour        |                       |                               | 57e            |
| 186       | Daniel Oss           |                       | Niet gestart in de 6e etappe  | DNF            |
| 187       | Anthony Turgis       |                       |                               | 129e           |
| 188       | Alexis Vuillermoz    |                       | Niet gestart in de 10e etappe | DNF            |

### Israel-Premier Tech
| rugnummer | renner           | prestaties deze ronde | opmerkingen                     | eindklassering |
| --------- | ---------------- | --------------------- | ------------------------------- | -------------- |
| 191       | Chris Froome     |                       | Niet gestart in de 18e etappe   | DNF            |
| 192       | Guillaume Boivin |                       | Niet gestart voor de 21e etappe | DNF            |
| 193       | Simon Clarke     | Winnaar: 5e etappe    | Niet gestart voor de 15e etappe | DNF            |
| 194       | Jakob Fuglsang   |                       | Niet gestart voor de 16e etappe | DNF            |
| 195       | Guy Niv          |                       |                                 | 77e            |
| 196       | Hugo Houle       | Winnaar: 16e etappe   |                                 | 24e            |
| 197       | Krists Neilands  |                       |                                 | 79e            |
| 198       | Michael Woods    |                       | Niet gestart voor de 21e etappe | DNF            |

### Team BikeExchange Jayco
| rugnummer | renner                  | prestaties deze ronde | opmerkingen                   | eindklassering |
| --------- | ----------------------- | --------------------- | ----------------------------- | -------------- |
| 201       | Michael Matthews        | Winnaar: 14e etappe   |                               | 78e            |
| 202       | Jack Bauer              |                       |                               | 122e           |
| 203       | Luke Durbridge          |                       | Niet gestart in de 10e etappe | DNF            |
| 204       | Dylan Groenewegen       | Winnaar: 3e etappe    |                               | 117e           |
| 205       | Amund Grøndahl Jansen   |                       |                               | 133e           |
| 206       | Christopher Juul-Jensen |                       |                               | 128e           |
| 207       | Luka Mezgec             |                       |                               | 101e           |
| 208       | Nick Schultz            |                       |                               | 23e            |

### B&B Hotels - KTM
| rugnummer | renner                | prestaties deze ronde | opmerkingen | eindklassering |
| --------- | --------------------- | --------------------- | ----------- | -------------- |
| 211       | Franck Bonnamour      |                       |             | 66e            |
| 212       | Cyril Barthe          |                       |             | 80e            |
| 213       | Alexis Gougeard       |                       |             | 89e            |
| 214       | Jérémy Lecroq         |                       |             | 126e           |
| 215       | Cyril Lemoine         |                       |             | 113e           |
| 216       | Luca Mozzato          |                       |             | 103e           |
| 217       | Pierre Rolland        |                       |             | 69e            |
| 218       | Sebastian Schönberger |                       |             | 34e            |

## Deelnemers per land
| Deelnemers | Land                                          |
| ---------- | --------------------------------------------- |
| 32         | Frankrijk                                     |
| 18         | België                                        |
| 14         | Italië                                        |
| 10         | Denemarken, Nederland                         |
| 9          | Australië, Duitsland, Spanje                  |
| 8          | Verenigd Koninkrijk                           |
| 7          | Verenigde Staten                              |
| 6          | Oostenrijk, Noorwegen                         |
| 5          | Slovenië                                      |
| 4          | Canada, Polen, Zwitserland                    |
| 3          | Colombia, Kazachstan, Luxemburg               |
| 2          | Letland, Nieuw-Zeeland, Portugal, Zuid-Afrika |
| 1          | Israël, Rusland, Slowakije, Wit-Rusland       |

1e etappe ·
2e etappe ·
3e etappe ·
4e etappe ·
5e etappe ·
6e etappe ·
7e etappe ·
8e etappe ·
9e etappe ·
10e etappe ·
11e etappe ·
12e etappe ·
13e etappe ·
14e etappe ·
15e etappe ·
16e etappe ·
17e etappe ·
18e etappe ·
19e etappe ·
20e etappe ·
21e etappe
Startlijst · Eindstanden · Afbeeldingen